# Jorge Coch
Jorge Antonio Coch (Buenos Aires, 19 de mayo de 1947) es un exfutbolista argentino que jugaba como extremo derecho, poseedor de un buen gambeteo, hábil y de un cañón en la pierna derecha.

## Trayectoria
Llegó desde Argentina procedente del Boca Juniors contratado por los Diablos Rojos del Toluca en donde jugó dos temporadas y posteriormente vendido a los Camoteros de Puebla donde estuvo dos temporadas y en 1975 fue contratado por el Veracruz, en donde jugó dos temporadas de 1975 a 1977 en donde formó junto al uruguayo Ricardo Brandon y el peruano Juan Carlos Oblitas una de las mejores delanteras que el equipo tiburón tuvo en ese tiempo. Todavía se recuerda en el puerto, el gol anotado desde una distancia de 35 metros en el extremo derecho del área grande, al cobrar un tiro libre con tal potencia que el portero de los Tecolotes de la UAG, El Pajarito Prudencio Cortés gritó: "fuera, fuera" pero el balón por la potente velocidad que llevaba hizo una comba y se incrustó en el ángulo superior derecho de su portería. La ovación en el estadio no se hizo esperar e inclusive la televisión que trasmitía esos partidos lo utilizó como promoción en juegos del Veracruz como local. Era conocido como El Super Ratón.

## Clubes[1]
| Club                 | País      | Año       |
| -------------------- | --------- | --------- |
| Argentinos Juniors   | Argentina | 1965-1968 |
| Boca Juniors         | Argentina | 1969-1971 |
| Toluca               | México    | 1971-1973 |
| Puebla               | México    | 1973-1975 |
| Tiburones Rojos      | México    | 1975-1977 |
| Deportivo Tepic      | México    | 1976-1977 |
| All Boys             | Argentina | 1977      |
| Talleres de Córdoba  | Argentina | 1978-1979 |
| General Paz Juniors  | Argentina | 1979      |
| Boca Juniors         | Argentina | 1980      |
| Universidad de Chile | Chile     | 1981      |

## Palmarés

### Torneos locales
| Título           | Club         | País      | Año    |
| ---------------- | ------------ | --------- | ------ |
| Primera División | Boca Juniors | Argentina | N-1969 |
| Copa Argentina   | Boca Juniors | Argentina | 1969   |
| Primera División | Boca Juniors | Argentina | N-1970 |